# 第7飛行隊 (航空自衛隊)
第7飛行隊（だい7ひこうたい、JASDF 7th Fighter Squadron）は、かつて航空自衛隊飛行教育集団第4航空団隷下にあった戦闘機部隊。F-86F飛行隊として1960年（昭和35年）に松島基地で新編され、1977年（昭和52年）に閉隊した。

## 概要
第7飛行隊はF-86F飛行隊として、1960年（昭和35年）2月1日に、宮城県松島基地第5航空団隷下として新編された。第5航空団は宮崎県新田原基地への移動が予定されていたが、第7飛行隊は松島基地に残ることとなり、同年7月1日に第4航空団隷下に編入された。第7飛行隊は第5飛行隊とともに要撃戦闘任務を行い、所属機には空対空ミサイル用ランチャーを主翼内側に装着した機体が多く配備されていた。
1973年（昭和48年）8月23日に第1航空団臨時松島派遣隊が解隊されると、第7飛行隊はその跡を継いで戦闘訓練飛行隊に改編され、飛行教育集団隷下に編入された。国産高等練習機T-2の配備が始まると、第7飛行隊で行っていた戦闘機操縦課程教育も移行され、第7飛行隊は1977年（昭和52年）6月30日に閉隊した。

## 沿革
- 1960年（昭和35年）2月1日 - F-86F飛行隊として松島基地の第5航空団隷下にて部隊編成[1]。
  - 7月1日 - 第4航空団隷下に編入[1]。
- 1967年（昭和42年）9月1日～9月8日 - 航空総隊射撃競技会FS(支援機)部門優勝[3][4]。
- 1977年（昭和52年）6月30日 - 第7飛行隊閉隊[1]。

## 歴代運用機
- 戦闘機
  - F-86F（1960年～1977年）
- 連絡機
  - T-33A（1960年～1977年）